# التيس (نجم)
نجم التيس ،
الاسم الإنكليزي Delta Draconis والاسم التقليدي له هو Altais مشتق من الاسم العربي. وهو نجم في كوكبة التنين .
هو نجم عملاق من الصنف G9III ويبعد حوالي 100 سنة ضوئية عن الأرض وله قدر ظاهري +3.0 ويبلغ التزيح 32.54 دقيقة قوسية يتوافق هذا مع نصف قر يعادل 11 ضعف من قطر الشمس.

## انظر أيضا

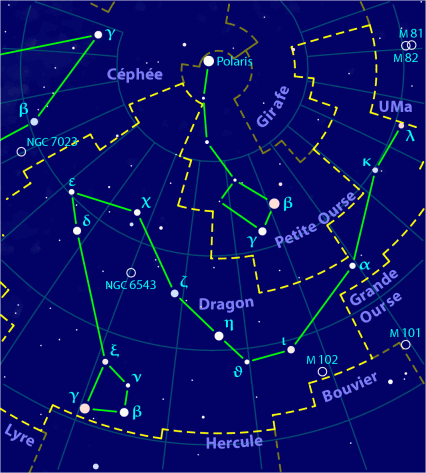
كوكبة التنين ، وبها نجم التيس (δ Draconis).